# Dasychira moerens
Dasychira moerens är en fjärilsart som beskrevs av Butler 1882. Dasychira moerens ingår i släktet Dasychira och familjen tofsspinnare. Inga underarter finns listade i Catalogue of Life.